# محمد بن عبد الرحمن بن نوفل
أبو الأسود محمد بن عبد الرحمن بن نوفل بن الأسود بن نوفل بن خويلد بن أسد بن عبد العزى بن قصي القرشي الأسدي، تابعي ومحدث،  يتيم عروة. وكان أبوه أوصى به إلى عروة، وكان جده نوفل أحد السابقين ومن مهاجرة الحبشة، وبأرض الحبشة توفي، فيقتضي أن يكون ولده عبد الرحمن من صغار الصحابة. ويعد أبو الأسود من العلماء الثقات عداده في صغار التابعين. مات سنة بضع وثلاثين ومائة.

## روايته للحديث النبوي
نزل أبو الأسود مصر، وحدث بها بكتاب المغازي لعروة بن الزبير عنه، وروى عن علي بن الحسين، والنعمان بن أبي عياش، وعكرمة، وطائفة. وعنه: حيوة بن شريح ، وشعبة بن الحجاج، ومالك بن أنس، وابن لهيعة وأنس بن عياض الليثي، ويزيد بن عبد الله الليثي، وآخرون.

## ثناء العلماء عليه
- قال أبو جعفر العقيلي: أوثق من هشام بن عروة.
- وقال أبو حاتم الرازي: ثقة، قيل له: يقوم مقام الزهري وهشام بن عروة ؟ فقال: ثقة.
- وقال أحمد بن شعيب النسائي: ثقة.
- وقال أحمد بن صالح الجيلي: ثقة.
- وقال أحمد بن صالح المصري: هو ثبت، له شأن وذكر.
- وقال ابن حجر العسقلاني: ثقة.
- وقال ابن عبد البر الأندلسي: ثقه حجة في ما نقل، وهو من جلة المحدثين بمصر.
- وقال محمد بن سعد كاتب الواقدي: كثير الحديث ثقة.
- وقال محمد بن شهاب الزهري: كان بحرا لا يكدره الدلاء.
- وقال يحيى بن معين: أحب إلي من هشام بن عروة.